# Dokk1 Station
Dokk1 Station er en letbanestation i Aarhus Midtby. Stationen består af to spor med hver sin sideliggende perron, der ligger delvis placeret under biblioteket og kulturhuset Dokk1, som letbanen passerer under og gennem. På hver perron er der en kort læskærm, bænke og en rejsekort-billetautomat.
Denne del af letbanen var tidligere en del af den enkeltsporede jernbane Grenaabanen, hvis Europaplads Station lå omtrent her. Betjeningen af den ophørte ved et ekstraordinært køreplansskift 21. marts 2005 for at sikre en stabil drift på banen, indtil der kunne indsættes tog med bedre acceleration. I praksis blev det dog ikke til noget med genåbningen. Til gengæld anlagdes Dokk1 henover banen nogle år efter. Kulturhuset stod færdig i 2015 og kunne byde på noget så specielt som en jernbaneoverskæring med bomme for fodgængere under huset. Året efter gik arbejdet med letbanen i gang med etablering af den nye station og udvidelse til dobbeltspor.
Strækningen mellem Aarhus H og Universitetshospitalet, hvor stationen ligger, åbnede den 21. december 2017.

## Galleri
- Wikimedia Commons har flere filer relateret til Dokk1 Station

- Dokk1 Station. August 2019.
- Dokk1 Station 2019.
- Linje L2 ved Dokk1 Station.
- Station i februar 2018.
- Station i 2017 før den blev taget i brug.
- Letbanen under etablering.
- Læskærm.
- Dokk1 Station med Dokk1 i baggrunden.
- Samme sted ved nat.